# توني بونير
توني بونير (بالإنجليزية: Tony Bonner)‏ هو ممثل أسترالي، ولد في 23 نوفمبر 1943 في أستراليا.

## وصلات خارجية
- توني بونير على موقع IMDb (الإنجليزية)
- توني بونير على موقع ألو سيني (الفرنسية)
- توني بونير على موقع أول موفي (الإنجليزية)
- توني بونير على موقع قاعدة بيانات الأفلام السويدية (السويدية)
- توني بونير على موقع قاعدة بيانات الفيلم (الإنجليزية)
- توني بونير على موقع كينوبويسك (الروسية)